# Ted Gärdestad
Ted Gärdestad, né le 18 février 1956 à Stockholm et mort à  Sollentuna le 22 juin 1997, est un compositeur et chanteur suédois.

## Biographie
Ted Gärdestad débute en 1971. Björn Ulvaeus et Benny Andersson d'ABBA sont les producteurs de ses premiers albums. Le groupe fait la plupart de ses chœurs. Ted Gärdestad compose et son frère Kenneth écrit les paroles. 
Il sort son premier single Hela världen runt en 1971 mais c'est avec son second titre Jag vill ha en egen måne qu'il obtient le succès. Il sait jouer du piano, de la guitare, de la mandoline, du ukulélé et de l'accordéon. 
Le chanteur n'a que seize ans lorsque son premier album sort.  Au cours des années 1970, après ABBA, Ted Gärdestad est le meilleur vendeur de la maison de disques Polar Music. Convaincu par le potentiel de l'artiste, Stig Anderson essaie de le lancer sur la scène internationale mais n'y parvient pas. En Australie, Mark Holden (en) fera deux reprises anglaises de ses titres qui seront des tubes.
Il représente la Suède avec le titre Satellit lors du Concours Eurovision de la chanson 1979. Il participe également aux sélections suédoises pour l'Eurovision en 1973, 1975 et 1980.
Mais en 1981, son album Stormvarning a moins de succès et Ted Gärdestad se retire de la scène musicale.
En 1992, l'artiste Harpo lui propose de faire une tournée avec lui. Il fait un retour triomphal en 1993 avec une compilation et un nouveau titre För kärlekens skull. Il enregistre un nouvel album en 1994 Äntligen på väg. Mais il souffre de problèmes psychologiques dus à une schizophrénie paranoïde qui le conduisent au suicide en 1997 (il se jette sous un train).
Ses chansons sont toujours très populaires en Suède. En 2001, le public français a l'occasion d'entendre deux titres de l'artiste (Jag vill ha en egen måne et Come Give Me Love) dans le film Tillsammans de Lukas Moodysson où l'un des personnages principaux offre un disque de Ted Gärdestad à sa fille. En 2005, Kenneth Gärdestad écrit une biographie sur son frère  Jag vill ha en egen måne.  Quatre ans plus tard, la fille de Ted Gärdestad, Sara Zacharias, découvre des compositions inédites de son père et enregistre en 2013 un CD de six chansons avec des paroles écrites par Olle Nyman. En 2020, le duo First Aid Kit enregistre une version anglaise de son titre Come Give Me Love qui est remarquée par le NME et le magazine Billboard.

## Famille
Ted Gärdestad était le fils d'Arne Gärdestad (1923-2016), fonctionnaire et de son épouse Margit, née Sjöholm (1921-2008), il était le plus jeune de trois frères. Il s'est marié de 1976 à 1978 avec l'actrice Lotta Ramel puis de 1992 à 1993 avec Alexandra Lindholm.
Il a été en couple avec l'actrice Ann Zacharias, au début des années 1980 dont il a eu une fille Sara (née en 1982, devenue chanteuse) et un fils Marc (né en 1983).

## Discographie
Albums
- Undringar, 1972

- Ted , 1973

- Upptåg, 1974

- Franska kort, 1976

- Blue Virgin Isles, 1978

- I'd Rather Write a Symphony, 1980

- Stormvarning, 1981

- Kalendarium , 1993

- Äntligen på väg, 1994

Compilations
- Solregn, 2001

- Droppar av solregn, 2001

- 15 klassiker 1972-1981, 2003

- Sol vind & vatten - Det bästa, 2004

- Fånga en ängel - En hyllning till Ted Gärdestad, 2004 (Hommage titres enregistrés par d'autres artistes)

- Ted Gärdestad 18 ballader, 2005

## Filmographie
- 2018 Ted – För kärlekens skull [Ted, pour l'amour] : Ted Gärdestad (film biographique sur Ted Gärdestad, avec Adam Pålsson dans le rôle-titre)